# Ludżajn al-Hazlul
Ludżajn al-Hazlul (arab. ‏لجين الهذلول‎, Luǧayn al-Haẓlūl; ur. 31 lipca 1989) – saudyjska aktywistka na rzecz praw kobiet.

## Życiorys
Urodzona 31 lipca 1989 r. w liberalnej rodzinie. Przez część dzieciństwa mieszkała we Francji, następnie studiowała literaturę francuską na Uniwersytecie Kolumbii Brytyjskiej, gdzie zaczęła się angażować społecznie na rzecz praw kobiet. Po ślubie zawartym w 2014 r. pracowała w Zjednoczonych Emiratach Arabskich. Kilkakrotnie demonstracyjnie sprzeciwiała się obowiązującemu kobiety zakazowi prowadzenia samochodu, m.in. w 2013 i 2014 roku. Za próbę przekroczenia saudyjskiej granicy samochodem została aresztowana na 73 dni pod zarzutem narażania bezpieczeństwa narodowego. Po wyjściu z więzienia zaczęła walczyć o zniesienie systemu męskiej kurateli i m.in. brała udział w udanej kampanii na rzecz przyznania kobietom prawa głosu w wyborach lokalnych. W zarządzonych na 2015 r. rok wyborach kandydowała w czwartej dzielnicy Rijadu, ale jej kandydatura została anulowana. W maju 2018 r. aresztowana ponownie pod zarzutem szkodzenia interesom narodowym i szpiegostwa.
W czerwcu 2018 roku organizacja walcząca o przestrzeganie praw człowieka w Arabii Saudyjskiej ALQST poinformowała, że al-Hazlul jest w więzieniu torturowana. We wrześniu 2020 roku 30 państw wystosowało apel do Arabii Saudyjskiej, by wypuszczono z więzień pięć aktywistek walczących o przestrzeganie praw kobiet w państwie. Na liście znalazła się al-Hazlul. Podobny apel wystosował Parlament Europejski miesiąc później. Po zakończeniu szczytu państw G20 w Rijadzie (które miało miejsce w listopadzie 2020 roku), 25 listopada al-Hazlul przeniesiono do specjalnego trybunału ds. terroryzmu i przestępstw związanych z bezpieczeństwem narodowym. Według Liny al-Hazlul Ludżajn mogła być zmuszona do składania fałszywych zeznań.
28 grudnia 2020 al-Hazlul została uznana za winną złamania ustawy o zwalczaniu terroryzmu i jego finansowania, między innymi poprzez nawoływanie do zmiany konstytucji i służenia zewnętrznym interesom za pośrednictwem internetu i skazana na pięć lat i osiem miesięcy więzienia. 10 lutego 2021 została zwolniona z więzienia.
W 2021 roku wraz z Jimmym Laiem otrzymała Philadelphia Liberty Medal.
W 2015 r. pojawiła się na trzecim miejscu listy stu najbardziej wpływowych Arabek magazynu Arabian Business.
W 2020 roku otrzymała Nagrodę Praw Człowieka im. Václava Havla